# 西藏自治区筹备委员会
西藏自治区筹备委员会（藏語：བོད་རང་སྐྱོང་ལྗོངས་གྲ་སྒྲིག་ཨུ་ཡོན་ལྷན་ཁང་，威利转写：bod rang skyong ljongs gra sgrig u yon lhan khang）由中华人民共和国国务院于1956年批准成立，是负责成立西藏自治区的带政权性质的机关。1959年藏区骚乱后，西藏自治区筹备委员会代行甘丹頗章政府职权。1965年西藏自治区成立后，筹委会随即撤销。

## 历史
1951年中华人民共和国中央人民政府与甘丹頗章政權签订《十七条协议》，其中规定西藏应当成立军政委员会。此后由于1954年第一届全国人民代表大会第一次会议通过的《中华人民共和国宪法》撤销了各地军政委员会，毛泽东向与会的十四世达赖喇嘛与十世班禅额尔德尼提出建议，不成立军政委员会而改为成立一个筹备机构，以为西藏自治区的成立做准备。之后在中央统战部部长李维汉的主持下，以达赖喇嘛为首的噶厦、班禅堪布会议厅、昌都地区人民解放委员会以及中央进藏工作人员组织了四个小组，于同年11月4日成立了临时性的西藏自治区筹备委员会筹备小组，张经武为组长。1955年3月，国务院第七次全体会议讨论并通过了《关于成立西藏自治区筹备委员会的决定》。同年9月20日，又在拉萨成立了西藏自治区筹备委员会筹备处，仍由此前的四方面代表组成。

### 平行政权时期（1956-1959）
1956年4月22日，西藏自治区筹备委员会成立大会在拉萨大礼堂举行。筹委会由51人组成，丹增嘉措出任主任委员，额尔德尼·确吉坚赞任第一副主任委员，张国华任第二副主任委员，阿沛·阿旺晋美任秘书长。

### 唯一政权时期（1959-1965）
1959年藏区骚乱发生后，国务院总理周恩来于3月28日发布命令，宣布“解散西藏地方政府（噶厦）”，由西藏自治区筹备委员会行使噶厦的职权。同时，班禅被任命为筹委会代理主任委员，并保留了流亡印度的达赖喇嘛的主任委员职务。4月8日，筹委会举行了第一次全体会议，作出了《关于贯彻执行国务院3月28日命令的决定》。7月，筹委会第二次全体会议通过了《关于进行民主改革的决议》。9月，第三次全体会议又通过了《关于废除农奴主所有制，实行农民土地所有制的决议》、《关于西藏土地制度改革的实施办法》、《关于农村阶级划分的决定》以及有关牧区的政策规定。
1964年筹备会第七次扩大会议期间，代理主任委员十世班禅受到了批判，他被指控为“反人民、反社会主义、蓄谋叛乱”。会后，国务院决定撤销班禅的代理主任委员与副主任委员职务（保留委员职务），同时达赖喇嘛的主任委员职务亦被撤销，由阿沛·阿旺晋美任代理主任委员。
1965年9月1日，西藏自治区正式宣告成立，西藏自治区筹备委员会也完成了其使命。

## 历次全体会议
1959年西藏自治区筹备委员会行使噶厦职权后，开始召开全体会议。
- 第一次全体会议，1959年4月8日，拉萨。通过了《关于贯彻执行国务院三月二十八日的命令的决议》、《关于健全和加强西藏自治区筹备委员会各部门组织机构的决议》、《关于增补西藏自治区筹备委员会常务委员会委员的决议》、《关于撤销赤江·洛桑益西全国人民代表大会代表资格和推选帕巴拉·格列朗杰为全国人民代表大会代表的决议》、《关于撤销土登泽仁（多娃堪苏）西藏自治区筹备委员会委员和增补丁甲·多吉坚赞、泽仁旺堆为本委委员的决议》[8]
- 第二次全体会议，1959年6月28日至7月17日，拉萨。通过了《关于进行民主改革的决议》、《西藏地区减租减息办法》、《农民协会组织章程》。[9]
- 第三次全体会议，1959年9月20日至9月22日，拉萨。通过了《关于废除封建农奴主土地所有制，实行农民的土地所有制的决定》、《关于西藏土地制度改革的实施办法》、《关于成立土地制度改革委员会的决定》。[10]
- 第四次全体会议，1960年4月22日至5月13日，拉萨。通过了《关于西藏自治区筹备委员会1959年工作总结和1960年工作任务的决议》、《关于西藏地区1959年财政决算和1960年财政预算的决议》、《关于撤销墨林·阿旺却扎的西藏自治区筹备委员会委员职务，增补周仁山、索南卓玛为西藏自治区筹备委员会委员，周仁山并任常务委员的决议》。[11]
- 第五次全体会议，1961年4月2日至4月13日，拉萨。通过了《关于西藏自治区筹备委员会1960年工作基本总结和1961年工作安排的报告的决议》。[12]
- 第六次扩大会议，1962年12月22日至1963年1月16日，拉萨。通过了《西藏自治区各级人民代表大会选举条例》。[13][14]
- 第七次扩大会议，1964年9月18日至11月4日，拉萨。[15][16]1964年，第三届全国人民代表大会第一次会议上，周恩来总理所作政府工作报告中回顾第七次扩大会议时称，“这次会议一致决议并且经国务院批准撤销班禅的西藏自治区筹委会副主任委员和代理主任委员的职务。为了最后给班禅一个自新的机会，还保留了他的西藏自治区筹委会委员的职务。 ”[17]

## 组织
根据1956年9月26日全国人民代表大会常务委员会第四十七次会议批准的《西藏自治区筹备委员会组织简则》，西藏自治区筹备委员会“是在西藏自治区未成立前过渡期间的协商筹划的带政权性质的机关，受国务院领导。”“本委员会以噶厦、班禅堪布会议厅委员会、昌都地区人民解放委员会等各方面的人员，各主要寺庙、各主要教派、社会贤达、噶厦等的有代表性的爱国人士和中央派在西藏地区工作的干部组成之。”
西藏自治区筹备委员会设主任委员、副主任委员、委员。“本委员会委员名额暂定五十五人，委员的产生、撤换和递补经各方面协商提名，报国务院批准，主任委员、副主任委员和委员由国务院任命之。”此外，还设有常务委员。“为了便于领导日常工作的进行，设立常务委员会，由本委员会全体会议推选并报国务院批准。”
“本委员会设秘书长一人（委员兼），承主任委员和副主任委员之命主持日常行政工作；暂设副秘书长三人，协助秘书长进行工作。”
“本委员会根据工作需要，暂设下列各工作部门分掌各该主管事项：

（1）办公厅：主办文书、行政、交际、编译、机要等工作。

（2）财政经济委员会：在中央统一的财政经济方针和计划下结合本区的具体情况，统一指导和计划经各方面协商同意的地方的财政经济建设。

（3）宗教事务委员会：团结西藏各教派，贯彻执行宗教信仰自由政策，并检查上述政策的执行情况及办理宗教事务等事宜。

（4）民政处：主管人事工作和经协商同意之地方政权建设。推进社会事业，调解民事纠纷，举办优抚救济工作以及其他有关民政事宜。

（5）财政处：主管经协商同意之地方财政收支，建立财政制度，编制和审核预、决算等和其他有关财政事宜。

（6）建设处：主管城市规划和建设，劳动力组织调配和工资待遇等有关事宜。

（7）文教处：主管文化、教育、新闻出版、科学研究以及其他有关文教事宜。

（8）卫生处：主管卫生行政、卫生设施、公共卫生以及其他有关卫生事宜。

（9）公安处：主管维持社会治安，推进公安工作以及其他有关公安事宜。

（10）农林处：主管指导和改进农业生产，保护和培养森林，推进农田水利建设，以及其他有关农林事宜。

（11）畜牧处：主管发展畜牧事业，推进兽疫防治工作以及有关畜牧事宜。

（12）工商处：主管地方商业管理和地方工业建设以及其他有关工商事宜。

（13）交通处：主管地方交通事业的行政管理和建设事宜。

（14）司法处：主管本区司法事宜；在检查、监察和法院机构未设立前，暂兼行其职务。”
1957年8月9日，西藏自治区筹备委员会整编方案通过，从机构到人员都进行的整编：
西藏自治区筹委会通过整编方案 汉族干部绝大部分调往内地
新华社拉萨9日电 西藏自治区筹备委员会常务委员会今天举行第二十一次会议（扩大）。主任委员达赖喇嘛、第二副主任委员张国华以及在拉萨的常务委员、委员和各厅、处、委的负责人共四十多人出席这次会议。
会议通过了西藏自治区筹委会整编方案。根据这个整编方案，西藏自治区筹委会现有机构中，除办公厅、宗教事务委员会仍予保留和财政经济委员会予以撤销外，其余十一个处分别合并为民政、建设、文教、财政四个处。西藏自治区筹委会在西藏各地设立的八个基巧级（相当于专区）办事处仍然保留，宗级（相当于县）办事处除昌都地区以外其余全部撤销。由于机构减少，人员也作了适当精简，汉族干部除工作特别需要的以外，其中绝大部分调往内地工作。整编后，西藏自治区筹委会系统的藏族工作人员约占90％以上。
达赖喇嘛在会议上对整编方案作了若干说明。

会议上，达赖喇嘛宣读了第一副主任委员班禅额尔德尼从日喀则寄来的信，班禅额尔德尼同意这个整编方案。

### 派出机构
1956年8月18日，西藏自治区筹备委员会常务委员会第十次会议决定西藏自治区筹备委员会开设八个基巧级办事处。它们分别是：拉萨、日喀则、昌都、江孜、黑河、阿里、山南、塔工。

## 主要人员

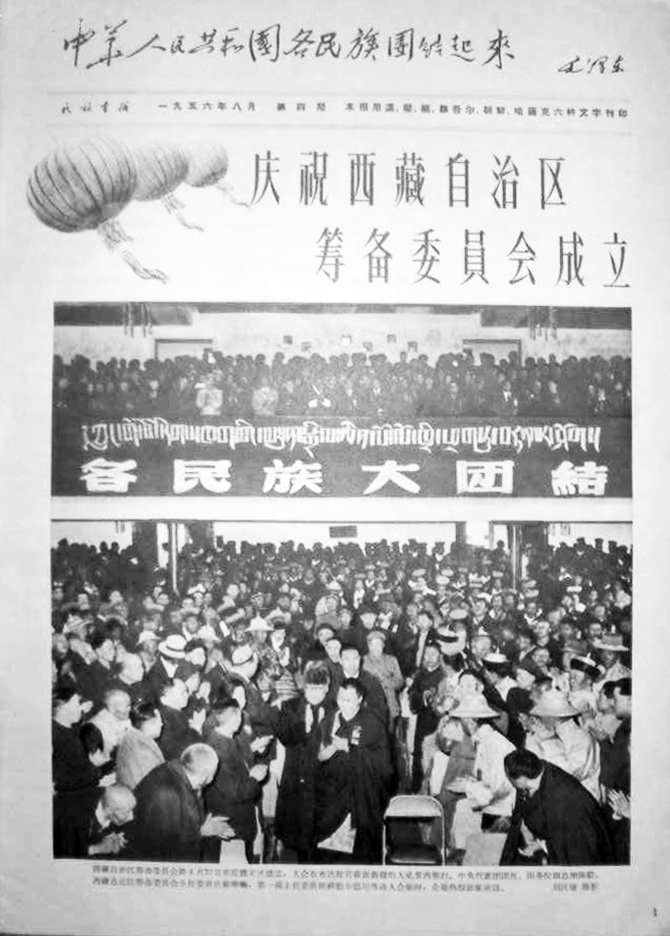
西藏自治区筹备委员会成立大会，陈毅、达赖、班禅步入会场

### 组成人员
主任委员
1. 达赖喇嘛·丹增嘉措（1956年4月－1964年12月）
2. 班禅额尔德尼·确吉坚赞（代理，1959年3月28日－1964年12月）
3. 阿沛·阿旺晋美（代理，1964年12月－1965年8月）

第一副主任委员
- 班禅额尔德尼·确吉坚赞（1956年4月－1964年12月）

第二副主任委员
- 张国华（1956年4月－1965年8月）

副主任委员
- 阿沛·阿旺晋美（1959年3月28日－1964年12月）
- 帕巴拉·格列朗杰（1959年3月28日－1965年8月）
- 周仁山（1961年7月－1965年8月）
- 詹东·计晋美（1961年7月－1964年12月）
- 噶丹赤巴·土登贡嘎（1961年7月－1964年11月）
- 拉敏·益西楚臣（1961年7月－1965年8月）
- 朗顿·贡嘎旺秋（1961年7月－1965年8月）
- 协绕顿珠（杨东生，1961年7月－1965年8月）
- 崔科·顿珠才仁（1961年7月－1965年8月）

常务委员
- 谭冠三等九人（1959年4月8日[8]－）
- 周仁山（1960年5月13日[11]－）

（以下人员任命时间不详）
- 恩久·洛桑群培（？－）
- 拉敏·索朗伦珠（1964年8月－）

委员
- 赤江·罗桑益西（1956年4月－1959年3月28日）
- 索康·旺清格勒（1956年4月－1959年3月28日）
- 朵喀·彭措饶杰（1956年4月－1957年3月13日逝世）
- 阿沛·阿旺晋美（1956年4月－）
- 先喀·居美多杰（夏苏）（1956年4月－1959年3月28日）
- 噶章·洛桑日增（1956年4月－1959年3月28日）
- 达拉·洛桑三旦（1956年4月－1959年3月28日）
- 柳霞·土登塔巴（1956年4月－1959年3月28日）
- 凯墨·索南旺堆（1956年4月－1959年3月28日）
- 宇妥·扎西顿珠（1956年4月－1959年3月28日）
- 桑颇·才汪仁增（1956年4月－）
- 绒郎色·土登诺桑（1956年4月－1959年3月28日）
- 帕拉·土登为登（1956年4月－1959年3月28日）
- 欧协·土登桑却（1956年4月－1959年3月28日）
- 郎林·班觉久美（1956年4月－1959年3月28日）
- 敏林·嘉样坚赞（1956年4月－1959年3月28日）
- 尧西·公保才旦（1956年4月－）
- 詹东·计晋美（1956年4月－）
- 拉敏·益喜楚臣（1956年4月－）
- 诺章·洛桑坚赞（1956年4月－）
- 纳旺金巴（1956年4月－）
- 德饶·多吉友甲（1956年4月－）
- 多旦·洛桑金巴（1956年4月－）
- 慈旦坚赞（1956年4月－）
- 洛桑称烈（1956年4月－）
- 团康·索南刀杰（1956年4月－）
- 帕巴拉（1956年4月－）
- 察雅·罗登协绕（1956年4月－）
- 邦达多吉（1956年4月－）
- 平措旺阶（1956年4月－）
- 格桑旺堆（1956年4月－）
- 思朗江村（1956年4月－）
- 才旺多吉（1956年4月－1959年3月28日）
- 庞球（1956年4月－1959年3月28日）
- 威萨坚赞（功德林扎萨）（1956年4月－1959年3月28日）
- 阿曲（1956年4月－）
- 索朗（1956年4月－）
- 土登才仁（多娃堪苏）（1956年4月－1959年4月8日[8]）
- 伦珠讨凯（1956年4月－）
- 土登却吉坚赞（1956年4月－）
- 定吉活佛（1956年4月－）
- 萨迦·阿汪土钦班巴（1956年4月－）
- 楚普噶玛巴·贝日多吉（1956年4月－1959年3月28日）
- 墨林·阿旺却扎（1956年4月－1960年5月13日[11]）
- 朗顿·贡噶旺久（1956年4月－）
- 雪康·土登尼玛（1956年4月－）
- 丹增嘉措（1956年4月－）
- 尧西·泽仁卓玛（1956年4月－）

（以上藏族）
- 谭冠三（1956年4月－）
- 范明（1956年4月－）
- 王其梅（1956年4月－）
- 慕生忠（1956年4月－1960年5月13日[11]）

（以下四人为1958年7月任命）
- 江金·索朗杰布（1958年7月－）
- 唐曲雅培（1958年7月－）
- 贡嘎喇嘛·多吉登巳（1958年7月－1959年3月28日）
- 云仲嘎瓦（1958年7月－）

（以下十六人为1959年3月28日任命）
- 邓少东（1959年3月28日[24]－）
- 詹化雨（1959年3月28日[24]－）
- 惠毅然（1959年3月28日[24]－）
- 梁选贤（1959年3月28日[24]－1961年1月[24]）
- 崔科·登珠泽仁（1959年3月28日－）
- 詹东·洛桑朗杰（1959年3月28日－）
- 噶登赤巴·土登滚噶（1959年3月28日－）
- 坚白慈里（1959年3月28日－）
- 阿沛·才丹卓噶（1959年3月28日－）
- 多吉才旦（1959年3月28日－）
- 协绕登珠（1959年3月28日－）
- 坚赞平措（1959年3月28日－）
- 洛桑慈诚（1959年3月28日－）
- 群觉（1959年3月28日－）
- 平措旺秋（1959年3月28日－）
- 王沛生（1959年3月28日－）

（以下二人为1959年4月8日任命）
- 丁甲·多吉坚赞（1959年4月8日[8]－）
- 泽仁旺堆（1959年4月8日[8]－）

（以下二人为1960年5月13日任命）
- 周仁山（1960年5月13日[11]－）
- 索南卓玛（1960年5月13日[11]－）

（以下人员为1964年8月任命）
- 拉敏·索朗伦珠（1964年8月－）

（以下人员任命时间不详）
- 恩久·洛桑群培（？－）

### 工作人员
1956年4月20日，国务院常务会议通过了西藏自治区筹备委员会各委、厅、处主要领导人员名单，并于5月1日由西藏自治区筹备委员会发布命令公布。名单如下。日后工作人员多有变动，此处暂不列入。
- 秘书长：阿沛·阿旺晋美
- 副秘书长：拉敏·益喜楚臣、邦达多吉、陈竞波
- 办公厅
  - 主任：丹增嘉措
  - 副主任：崔克巴·登珠泽仁、刘士元
- 财政经济委员会主任：夏仲远，副主任：詹东·洛桑郎杰、纳旺金巴、霍尔加色·思郎江村
- 宗教事务委员会主任：赤江·罗桑益西，副主任：帕巴拉、定杰、卫璜。
- 民政处处长：土登丹达，副处长：汪德、杨东生。
- 建设处处长：擦绒·达桑占度，副处长：呷日本·才旺多吉、侯杰。
- 文教处处长：孙格巴登，副处长：喀拉·堪巧德钦、多杰才旦。
- 卫生处处长：然巴·昂吉旺堆，副处长：丹巴日则、梁洪。
- 农林处处长：洛桑称烈，副处长：洛桑坚赞、韩倩之。
- 畜牧处处长：察雅·罗登协绕，副处长：土登降秋、王永魁。
- 交通处处长：强钦·土登才白，副处长：索郎、周华彪。
- 工商处处长：邦达养丕，副处长：土登钦饶、牛青山。
- 财政处处长：白云峰，副处长：雪古巴·嘉样凯珠、团康·索南刀杰。
- 公安处处长：智泽民，副处长：达拉·洛桑三旦、丹巴。
- 司法处处长：宇妥·扎西顿珠，副处长：班帐·洛桑加洋、尧仓·洛桑根却、宋长华。